# Tal Sondak
Tal Sondak (hebreiska: טל סונדק), född 23 juli 1976 i Herzliya, är en israelisk sångare.
Sondak har främst gjort sig ett namn som musikalartist. Han representerade Israel i Eurovision Song Contest 2001 med bidraget En Davar (אין דבר) och kom på 16:e plats med 25 poäng. En av körsångerskorna, Dana Sondak, är sedan 2004 hans fru.
2002 tog han examen i management från Tel Avivs universitet. 2005 släppte han sitt debutalbum (עף אלייך).